# Blue Cat Blues
Blue Cat Blues is de 103e animatiefilm uit de oorspronkelijke Tom en Jerry-reeks van William Hanna en Joseph Barbera.  Hij ging op 16 november 1956 in première in de Amerikaanse bioscopen en werd vertoond in cinemascope. Blue Cat Blues is tevens een van de weinige films waarin het duo op vriendschappelijke wijze met elkaar omgaat en Jerry in gedachten gebruikmaakt van lange monologen; deze zijn ingesproken door Paul Frees. 

## Plot
Jerry vertelt wat Tom  ertoe gedreven heeft om op de spoorbaan te gaan zitten en wachten op de trein die hem omver rijdt. Tom werd verliefd op een aantrekkelijke witte kat die echter met zijn gevoelens speelde en hem als een baksteen liet vallen toen de steenrijke Butch (die in eerdere films nog op straat leefde) in beeld kwam. Ondanks de waarschuwingen van Jerry probeerde Tom de kat weer voor zich te winnen; hij stak er zichzelf in de schulden voor, maar de strijd was al bij voorbaat beslist. Het bloemetje, het diamanten ringetje (enkel waarneembaar met een vergrootglas) en de versleten auto moesten het afleggen tegen een hoefijzervormig rozenperk, een reuzendiamant (waarvoor Tom en de kat lashelmen moesten dragen) en een stretchlimousine. Tom sloeg aan het (melk)drinken en belandde letterlijk in de goot, maar Jerry wist hem er op tijd uit te halen. Echter, de genadeklap kwam toen Butch en de witte kat langsreden in de limousine; als pasgetrouwd stel. Wanneer het verhaal weer in het nu is beland komt Jerry er met eigen ogen achter dat zijn vriendin met een rijke muis is getrouwd; kapot van liefdesverdriet gaat hij naast Tom op de rails zitten.

## Stemmen
| Acteur         | Personage             | Nota      |
| -------------- | --------------------- | --------- |
| Bob Laztny     | Tom                   | onvermeld |
| Paul Frees     | Jerry                 | onvermeld |
| Jack Sabel     | Jerry                 |           |
| Hannah McNorks | Toms liefdesinteresse | onvermeld |

## Ontvangst
Vanwege het onderwerp en het einde wordt Blue Cat Blues als de somberste Tom en Jerry-film beschouwd..
Ook is bij veel fans het misverstand ontstaan dat dit de laatste aflevering van de serie zou zijn; dat was echter Tot Watchers uit 1958. De laatste korte bioscoopfilm was Purr-Chance to Dream uit 1967 van Chuck Jones..